# Cevahir
Cevahir AVM is een groot winkelcentrum in het district Şişli van Istanboel, Turkije. Het wordt ook wel Şişli Kültür ve Ticaret Merkezi genoemd. Het winkelcentrum is geopend op 15 oktober 2005. Cevahir AVM is het grootste winkelcentrum van Europa en een van de grootste winkelcentra van de wereld. In het winkelcentrum bevinden zich een groot podium voor shows en andere evenementen, een bioscoop met 12 zalen, een bowlingbaan, een kleine achtbaan en diverse andere uitgaansgelegenheden. Het glazen dak van 2.500 m² draagt de grootste klok in de wereld, met drie meter lange wijzerplaten. De parkeergarage onder het complex heeft een oppervlakte van 71.000 m² en biedt plaats aan 2.500 auto's, verdeeld over vier verdiepingen.
Het Turkse woord cevahir is de meervoudsvorm van cevher. De betekenis van het Arabische woord cevher is het meest kostbare en waardevolle dat iemand kan hebben. Het woord wordt ook gebruikt in andere talen, onder andere in het Grieks.